# Реакция на Вюрц
Реакцията на Вюрц, наречена на френския химик Шарл Вюрц, се състои във взаимодействието на два еднакви или различни алкилхалогенида с метален натрий в присъствието на безводен етер. В резултат на което се получава алкан. При различните алкилхалогениди се получават и два странични продукта които също са алкани. Общата схема на реакцията е:
R-X + 2Na + X-R'→ R-R' + 2Na+X−
(странични продукти: R-R, R'-R')
Ако в реакцията участва арилхалогенид тогава реакцията се нарича „Реакция на Вюрц-Фитиг“.

## Механизъм
Реакцията е по верижно-радикалов механизъм. Халогенът се свързва с метала като образува връзка с него, в резултат на което се образува радикал R•
R-X + M → R• + M+X−
Алкиловият радикал приема електрон от друг метален атом и се образува алкилов анион, а металът става катион. Образува се интермедиат (междинен продукт):
R• + M → R−M+
Нуклеофилният въглероден атом от алкиловия анион се свързва с алкилхалогенид, при което се образува въглерод-въглерод връзка
R−M+ + R-X → R-R + M+X−